# Bernard Malaterre

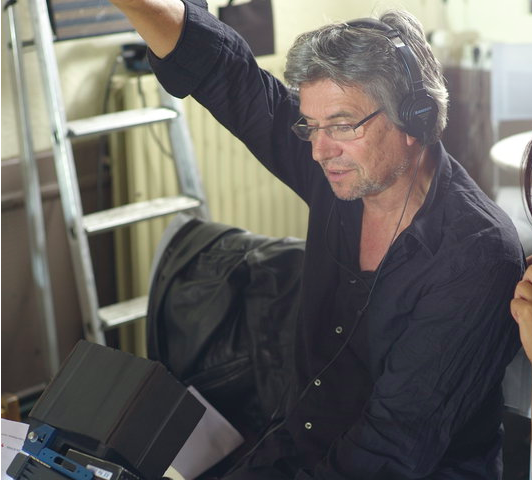
Bernard Malaterre

Bernard Malaterre, *19. April 1947 in Sète, ist ein französischer Schauspieler und Regisseur.

## Leben
Sein Debüt als Schauspieler gab Bernard Malaterre 1972 neben Maxence Mailfort in Frédéric II. Mailfort begegnete er in der Rolle des Gewerkschafters im Film Le Loup-Cervier (1997) wieder. In Alain Resnais’ Mein Onkel aus Amerika (1980) spielte er in Rückblenden Jeans Vater. Es folgte der Fernand neben Miou-Miou, Gérard Lanvin, Henri Guybet und Michel Galabru in Georges Lautners Komödie Est-ce bien raisonnable?. Als Fernand war er ein Komplize des Gangsters Gérard (Lanvin), der aufs Hotelgewerbe umgesattelt ist und Gérard bei sich versteckt. In Henri Helmans Drama Lise & Laura spielte er 1982 den jungen Frédéric an der Seite von Lise alias Claude Jade (in den Gegenwartsszenen übernimmt Michel Auclair die Rolle des Frédéric an der Seite von Laura, ebenfalls Claude Jade). In Sortie interdite spielte er Gérard Blains Bruder. Jacques Ertaud gibt ihm 1984 die Hauptrolle in La terre et le moulin. In den 1990er Jahren hat er Filmrollen (Le jeu du renard) und die Rolle des Roger Gadin in der Mini-Serie A Year in Provence.
1997 debütierte Bernard Malaterre als Regisseur (Des mouettes dans la tête mit Michel Galabru). Nach weiteren Filmen (Ma terre, Amour, embrouille et balade) folgt 2005 das Sozialdrama Tiefschläge mit dem Hiphop-Musiker Stomy Bugsy.

## Filmografie (Auswahl)
Regie
- 1998: Zurück aufs Land (Ma terre)
- 2005: Tiefschläge (Frappes interdites)
- 2006: Rilke und Rodin – Eine Begegnung (Rilke et Rodin, une rencontre)

Darsteller
- 1980: Mein Onkel aus Amerika (Mon oncle d‘Amérique)
- 1981: Ist das wirklich Liebe, Liebling? (Est-ce que c’est bien raisonable?)
- 1982: Lise et Laura
- 2000: Julie Lescaut (Fernsehserie, 1 Folge)